# Baron Suffield

Wappen der Barone Suffield

Baron Suffield, of Suffield in the County of Norfolk, ist ein erblicher britischer Adelstitel in der Peerage of Great Britain.

## Verleihung und nachgeordnete Titel
Der Titel wurde am 21. August 1786 für den Unterhausabgeordneten Sir Hardbord Harbord, 2. Baronet geschaffen.
Er hatte bereits 1770 von seinem Vater Sir William Harbord, 1. Baronet, den Titel Baronet, of Gunton in the County of Norfolk, geerbt, der diesem am 22. März 1746 in der Baronetage of Great Britain verliehen worden war.

## Liste der Barone Suffield (1786)
- Harbord Harbord, 1. Baron Suffield (1734–1810)
- William Harbord, 2. Baron Suffield (1766–1821)
- Edward Harbord, 3. Baron Suffield (1781–1835)
- Edward Harbord, 4. Baron Suffield (1813–1853)
- Charles Harbord, 5. Baron Suffield (1830–1914)
- Charles Harbord, 6. Baron Suffield (1855–1924)
- Victor Harbord, 7. Baron Suffield (1897–1943)
- John Harbord, 8. Baron Suffield (1907–1945)
- Geoffrey Harbord, 9. Baron Suffield (1861–1946)
- Richard Harbord-Hamond, 10. Baron Suffield (1865–1951)
- Anthony Harbord-Hamond, 11. Baron Suffield (1922–2011)
- Charles Harbord-Hamond, 12. Baron Suffield (1953–2016)
- John Harbord-Hamond, 13. Baron Suffield (* 1956)

Titelerbe (Heir apparent) ist der Sohn des aktuellen Titelinhabers, Hon. Samuel Harbord-Hamond (* 1989).